# Early Flight
Álbum anterior: Thirty Seconds Over Winterland (1973)
Álbum posterior: Flight Log (1977)
Early Flight es un álbum recopilatorio de 1974 de la banda estadounidense de rock psicodélico Jefferson Airplane. Cuenta con material inédito de 1966, 1967 y 1970. Los tres primeros temas provienen de las sesiones de grabación de Jefferson Airplane Takes Off y cuentan con voces de Signe Toly Anderson y Skip Spence en la batería. "Runnin' 'Round This World" había sido lanzado previamente como un lado B en el sencillo "It's No Secret". Las pistas de cierre en el lado uno y la primera pista en el lado dos provienen de las sesiones de grabación de Surrealistic Pillow. "Up or Down" proviene de las primeras sesiones de grabación de Bark antes de que Marty Balin decidiera abandonar la banda. "México" y "Have You Seen the Saucers?" había sido lanzado previamente como sencillo en 1970, pero este fue el primer LP en el que aparecieron las dos canciones.

## Lista de canciones
1. High Flying Bird
2. Runnin' Round This World
3. It's Alright
4. In the Morning
5. J.P.P. McStep B. Blues
6. Go to Her
7. Up or Down
8. Mexico
9. Have You Seen the Saucers?

## Integrantes
- Marty Balin – guitarra, voz
- Paul Kantner – guitarra, voz
- Jorma Kaukonen – guitarra, voz
- Jack Casady – bajo
- Grace Slick – voz en "J. P. P. McStep B. Blues", "Go to Her", "Mexico", y "Have You Seen the Saucers?", piano en "Mexico" y "Have You Seen the Saucers?"
- Spencer Dryden – batería en "In the Morning", "J.P.P. McStep B. Blues", "Go to Her", "Mexico", y "Have You Seen the Saucers?"
- Signe Toly Anderson – voz en "High Flying Bird", "Runnin' Round This World", y "It's Alright"
- Skip Spence – batería en "High Flying Bird", "Runnin' Round This World", "It's Alright", y "J.P.P. McStep B. Blues"
- Joey Covington – batería en "Up or Down", congas y platillos en "Have You Seen the Saucers?"

- Jerry Garcia – guitarra en "In the Morning" y "J.P.P. McStep B. Blues"
- John Paul Hammond – armónica en "In the Morning"